# Boca do Inferno (romance)
Boca do Inferno é o primeiro romance de Ana Miranda, e lhe rendeu o prêmio Jabuti em 1990, de Autora Revelação.
Mistura ficção e história, tendo como tema a Salvador do século XVII, e como protagonistas o poeta barrocoGregório de Matos  (1636-1696) e o jesuíta Antonio Vieira  (1608-1697).
A recriação mostra a luta pelo poder que opôs o governador Antonio de Souza Menezes, o temível Braço de Prata e à facção liderada por Bernardo Vieira Ravasco, do qual faziam parte Matos e Vieira.
Ana Miranda estabelece um cenário que debate a ambiguidade, com miséria e poder, com Céu e Inferno. A obra reaproxima os fatos históricos e a vida literária. 
O título do livro "Boca do Inferno" é um dos apelidos, ou alcunhas, de Gregório de Matos, também chamado de Boca de Brasa. 